# Kalle Savijärvi
Kalle „Cane” Savijärvi (ur. 1978) – fiński muzyk grający na gitarze elektrycznej w folk metalowym zespole Korpiklaani. Do zespołu tego dołączył w roku 2003, kiedy Jonne Järvelä stworzył nową grupę, po rozwiązaniu Shamana.

## Dyskografia

### zKorpiklaani
- Spirit of the Forest (2003) – gitara elektryczna
- Voice of Wilderness (2005) – gitara elektryczna
- Tales Along This Road (2006) – gitara elektryczna
- Tervaskanto (2007) – gitara elektryczna
- Korven Kuningas (2008) – gitara elektryczna
- Karkelo (2009) – gitara elektryczna
- Ukon Wacka (2011) – gitara elektryczna